# Equipo Hoz
El Equipo Hoz, es una experiencia educativa en el ámbito de las artes plásticas. Nace de la iniciativa de Fernando Morell Perelló, conocido entre sus alumnos como Ferran Morell, quien decide hacia el año 1977, cuando es profesor de dibujo del Instituto Alfonso VIII, en  Cuenca, proporcionar a sus alumnos un área de trabajo para sus expresividad artística más allá de la clase de dibujo que se realizaba en el propio instituto.

## Historia
Surge de este modo el que se llamaría “Equipo Hoz”,  un equipo de jóvenes artistas, estudiantes del Instituto en el que ese momento estuviera trabajando como  profesor Ferran Morrell, por lo que este equipo está presente tanto en Cuenca, como en diversos institutos de municipios  la Comunidad Valenciana,  como Benetúser  y Valencia. En esta última ciudad trabajo entre otros en el Instituto Juan de Garay, donde realizó su tarea docente como  catedrático de Dibujo.
El Equipo Hoz tuvo una vida de unos 20 años, desde sus inicios en 1977 a la jubilación como profesor de Ferran Morrell, durante los cuales se llevaron a cabo 83 exposiciones en Cuenca, Cataluña y parte de la Comunidad Valenciana. Entre otras podemos destacarː
- 1981 La Lonja de Valencia
- ExpoJove ´81 (Feria de Muestras de Valencia)
- 1982 Villafranca del Penedés (Barcelona)
- 1983 Benicalap, Benimamet, Masamagrell,...
- 1984 Cuart de Poblet, Onteniente, La Alcudia, Benifayó,...
- Facultades de Ciencias, Historia y Filosofía de la Universidad de Valencia.

## Descripción del proyecto
La experiencia se inicia Cuenca, donde Ferran Morrell es profesor de dibujo en un instituto. Al recibir el traslado definitivo a Valencia y entrar a trabajar en el IES Juan de Garay, continúa con esta forma original de entender la enseñanza de las Artes Plásticas. Ferran iba más allá de la enseñanza de técnicas o habilidades, y trataba de enseñar a través de las artes como método de razonamiento. Se trataba, pues, de una enseñanza activa, empleando el descubrimiento como forma de aprendizaje. No realizaba exámenes, utilizando la evaluación continua de todos los trabajos que los alumnos querían, por decisión y iniciativa propia, llevar a cabo. Ferran Morell entendía que el profesor debía de ser un profesor democrático, dejando a los alumnos la posibilidad de expresar sus pensamientos mediante el arte. Así, él lleva a cabo el papel de moderador y activador de dinámicas de grupo en las que se debaten temas diversos y proyectos de trabajo colectivos.
El grupo de numerosos jóvenes funcionaba desde hacía años realizando obras derivadas a partir de obras de pintores famosos con series temáticas.
Las series temáticas en las que estuvo  trabajando el Equipo Hoz a lo largo de los años de su existencia fueron:
1. La clase autoritaria.
2. La clase democrática.
3. El alcoholismo.
4. El mito de la inteligencia.
5. Homenaje a Picasso.
6. No a la guerra.
7. Homenaje a Josep Renau.
8. La alegría de vivir.
9. Fent Pau.
10. Federico García Lorca.
11. Socarrat.
12. Saura.
13. Mompó.
14. Bodegón.
15. Egipto.
16. Julio González.
17. Románico.
18. Grecia.
19. Picasso.
20. Autorretratos.
21. Picabia-surrealismo.
22. Violencia en el I.B. Juan de Garay.

La temática de la serie surgía del deseo de la clase de abordar un tema concreto, que se debatía y meditaba previamente entre todos en la clase. Esta forma de decidir la temática a partir de la preocupación del alumnado es muy patente en la última serie dedicada a tratar un problema de violencia que se detectó durante un período de tiempo en el interior del centro.
Es importante  la serie de tapices, entre los que destacan los que constituye  la obra  central de la exposición “No a la guerra”, centrada en la obra de Picasso “El Guernica”, convirtiéndose en un verdadero alegato contra los conflictos bélicos. Este tapiz fue confeccionado entre alumnos del instituto Alfonso VIII de Cuenca y los del Juan de Garay de Valencia. Actualmente se encuentra depositado en las instalaciones de este último. Se realizó entre los años 1979 y 1981, con unas medidas de 3 metros y 24 centímetros de alto y 2 metros de ancho, formado por nueve tablas confeccionadas con lanas de diferentes colores, arrancando de la escala de blancos y grises de la copia del “Guernica” de Picasso.

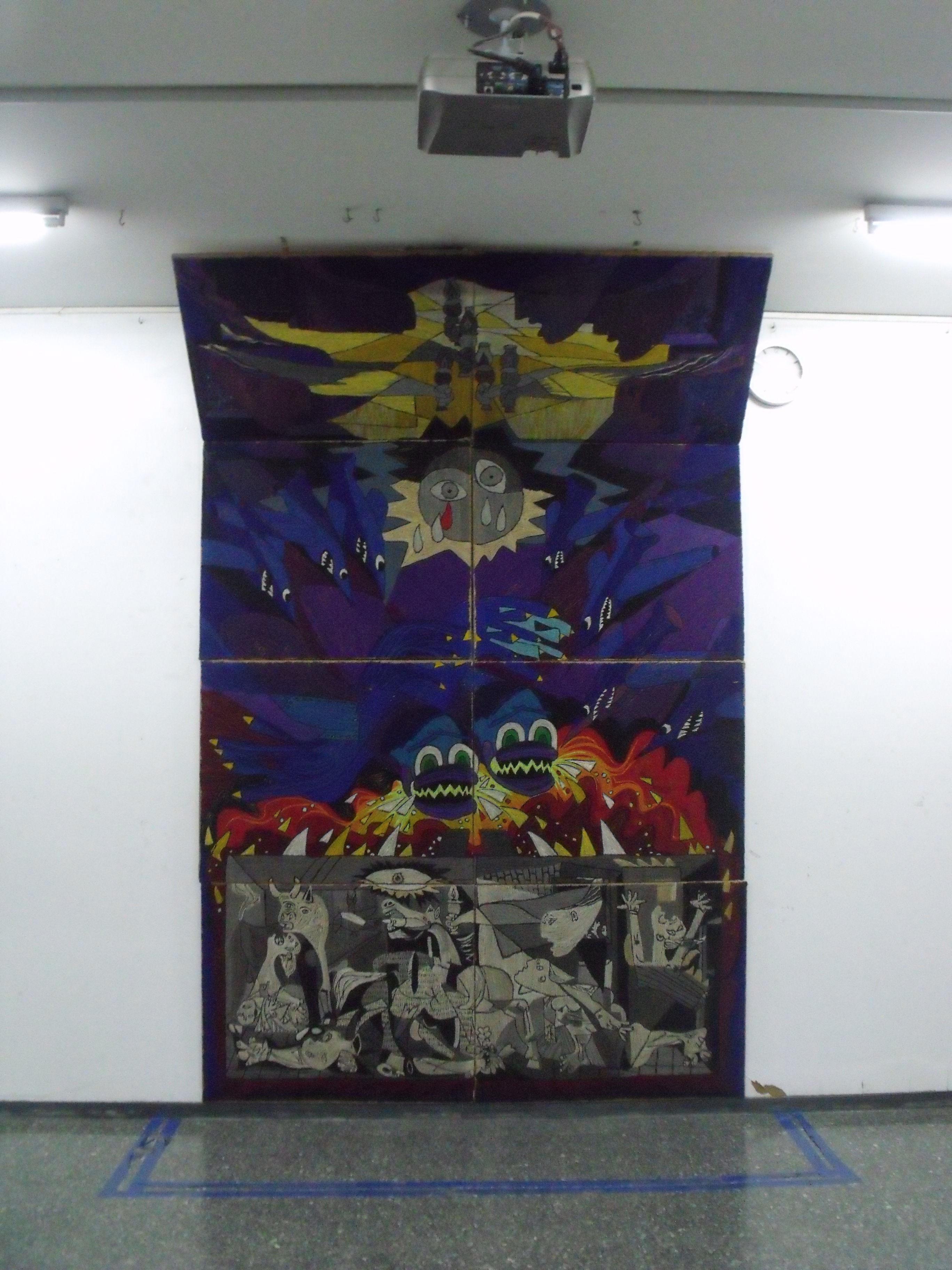
Tapiz completo

Esta obra surge del deseo de los alumnos de homenajear el “Guernica” al llevarse a cabo su instalación en el año 1981 dentro del Museo Nacional Centro de Arte Reina Sofía de Madrid. También se llevó a cabo durante los cursos 1979-1980 y 1980-1981 un mural del Guernica en las paredes del patio del Instituto Juan de Garay de Valencia, el cual sufrió vandalismo por parte de grupos neonazis que lo cubrieron con pintadas, por lo que al realizar la reforma del centro en 1988 se decidió pintar las paredes y eliminarlo definitivamente.

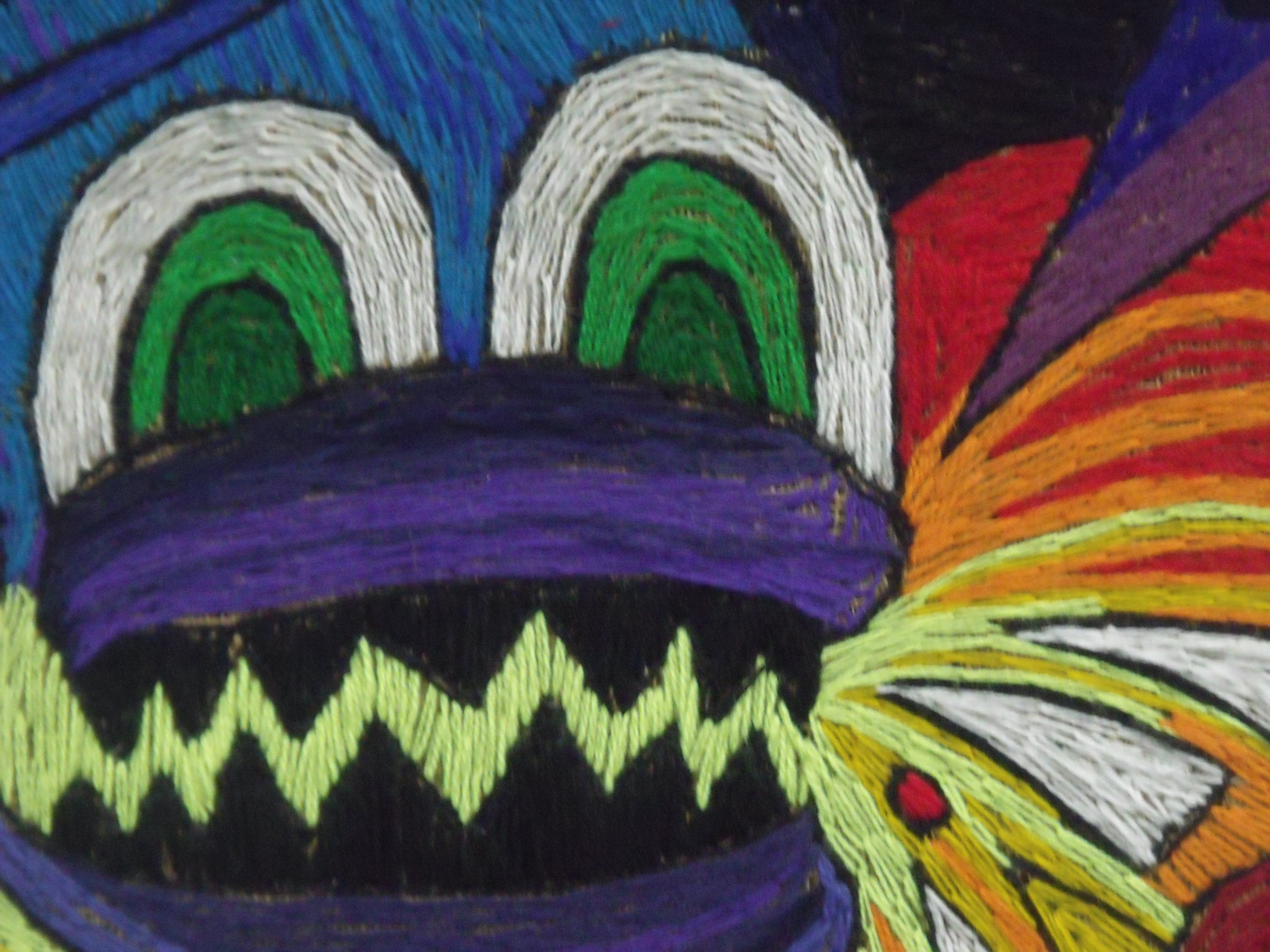
Detalle de la confección de las diferentes tablas.

Este grupo de estudiantes-artistas también realizaron otras exposiciones como la dedicada a la figura de Josep Renau, o la que se centraba en la educación, dando una visión personal de los profesores, la enseñanza y el alumnado. Fueron muchas y muy diferentes las técnicas empleadas por estos artistas amateurs  dirigidos por Ferran Morell, además de tapices, hay fotomontajes, pinturas, etc. Es por ello que parte de su trabajo se utilizó en conferencias y exposiciones que se llevaron a cabo por diversos pueblos de la geografía valenciana durante la década de los 80.

## El Equipo hoz en la actualidad
Actualmente el Equipo Hoz es considerado una experiencia educativa digna de tener en cuenta por su relevancia pedagógica. Así, cuando el 6 de octubre de 2015 en el instituto de educación secundaria Lluís Vives de Valencia, se inició una exposición itinerante llamada "Second Round: arte y lucha en los institutos valencianos", cuyo comisario es Ricardo Huerta, profesor de la Universidad de Valencia y director del Instituto de Creatividad e Innovaciones Educativas; consistente en un proyecto colectivo en el que participaban centros de secundaria con especialidad en artes y la Universitat de València; se permitió la participación del IES Juan de Garay de Valencia, ya que el haber desarrollado esta experiencia educativa durante tantos años, plasmó su visión educativa de las artes en uno de los 21 paneles en los que la exposición consistía y en el que se destacaba la labor realizada por el Equipo Hoz.

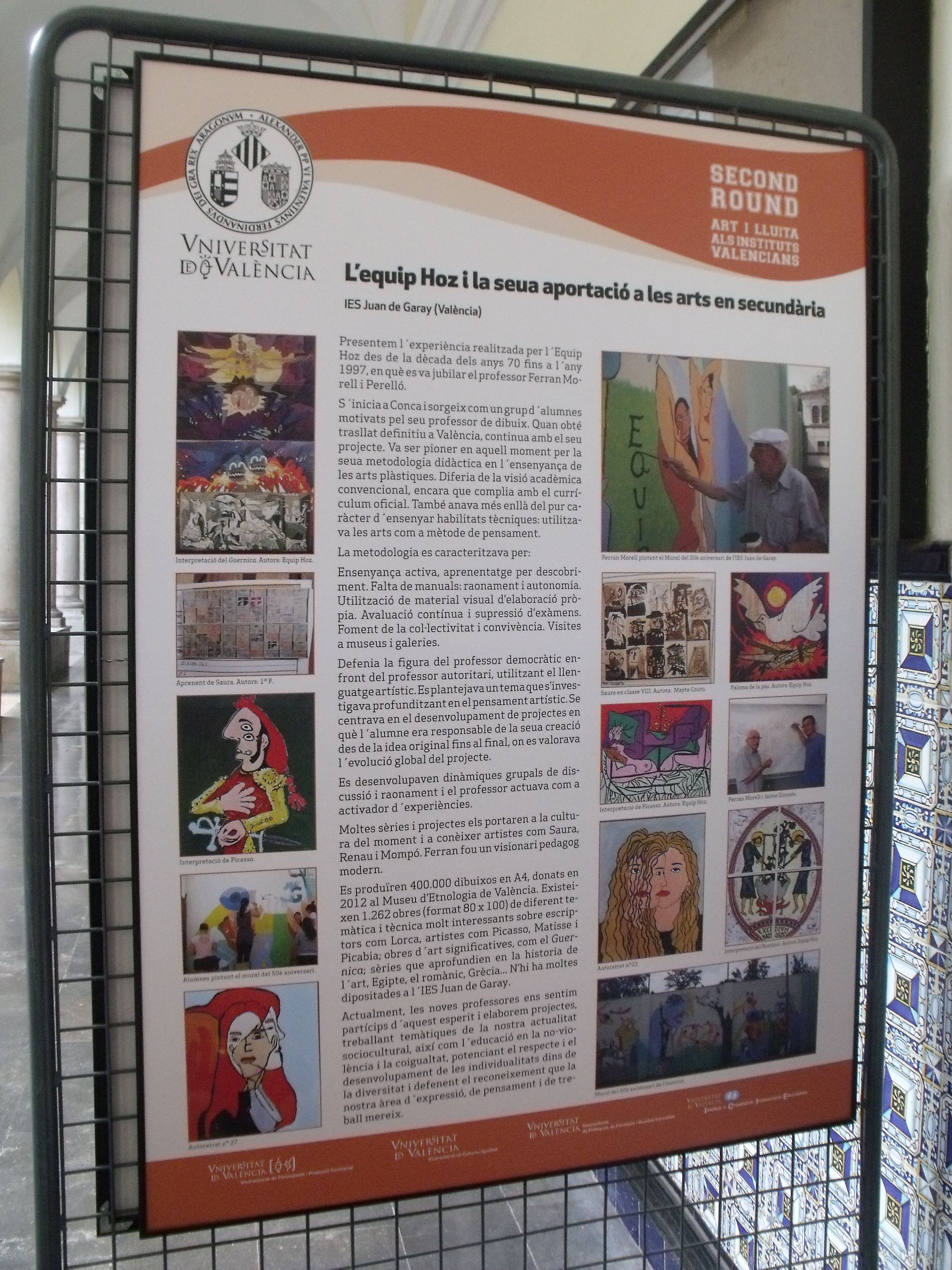
Panel del Equipo Hoz
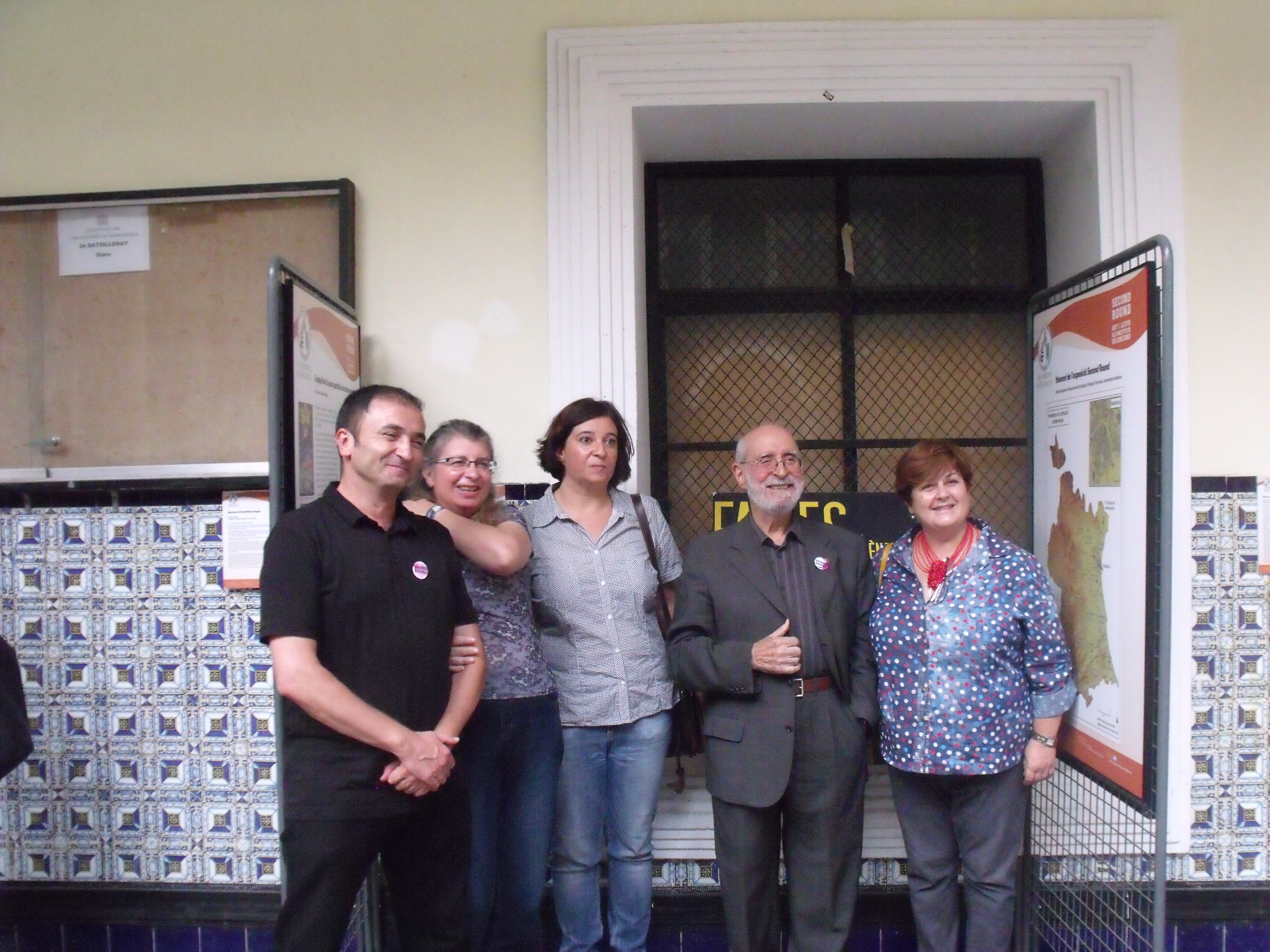
Ricardo Huerta, Román de la Calle y profesorado Ies Juan de Garay
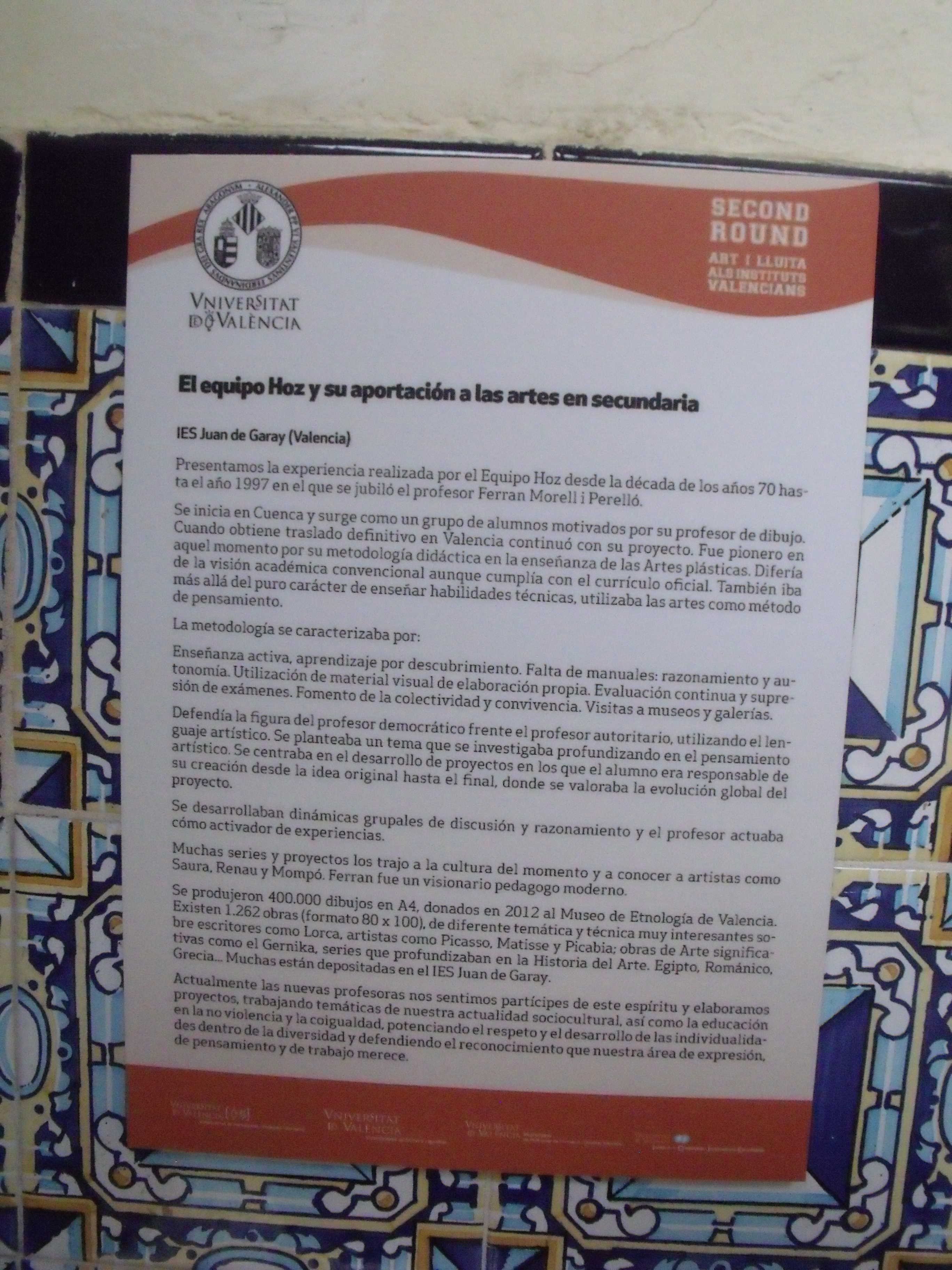
Explicación del panel
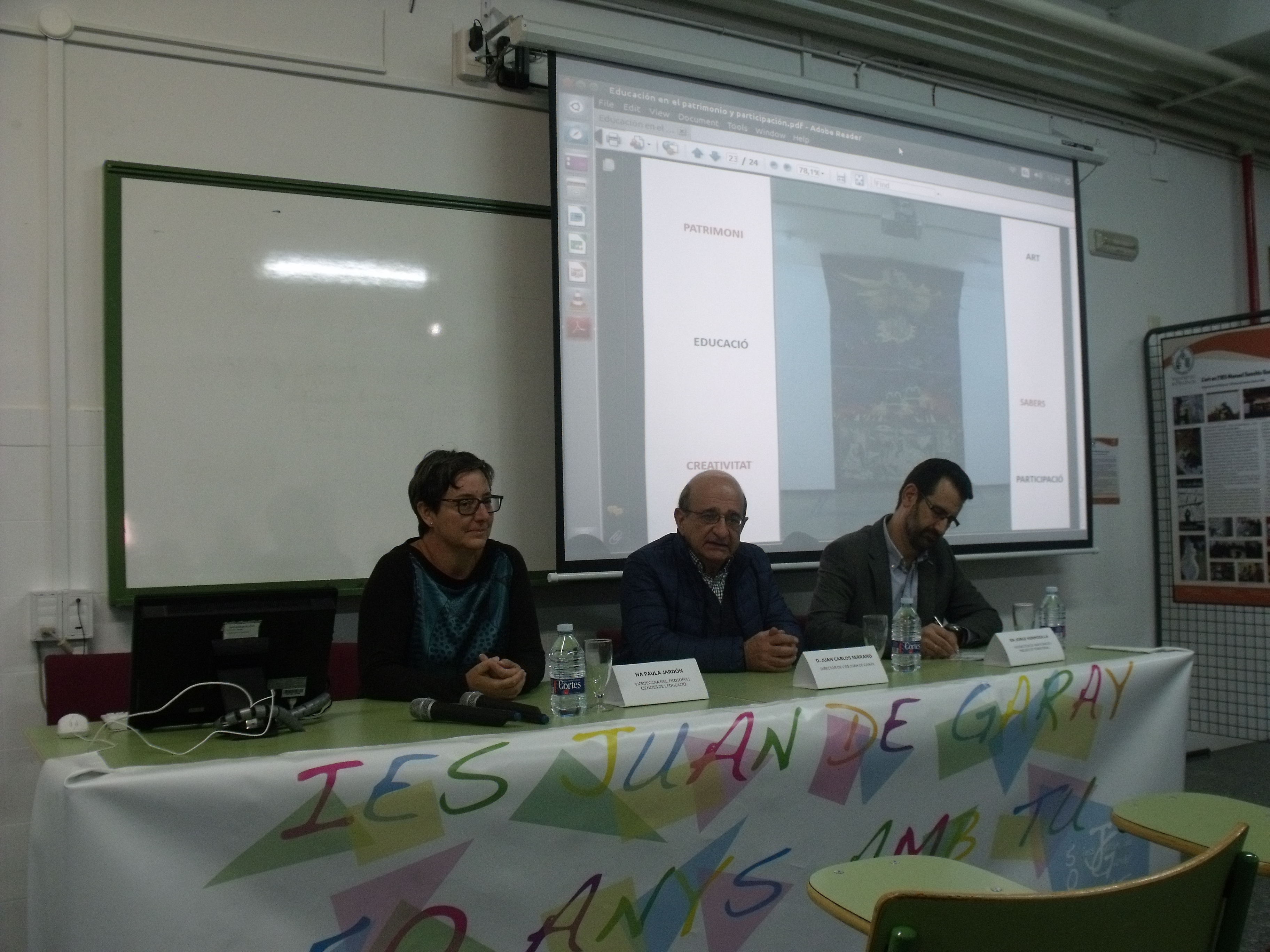
Acto de inauguración del 21 de octubre en el IES Juan de Garay
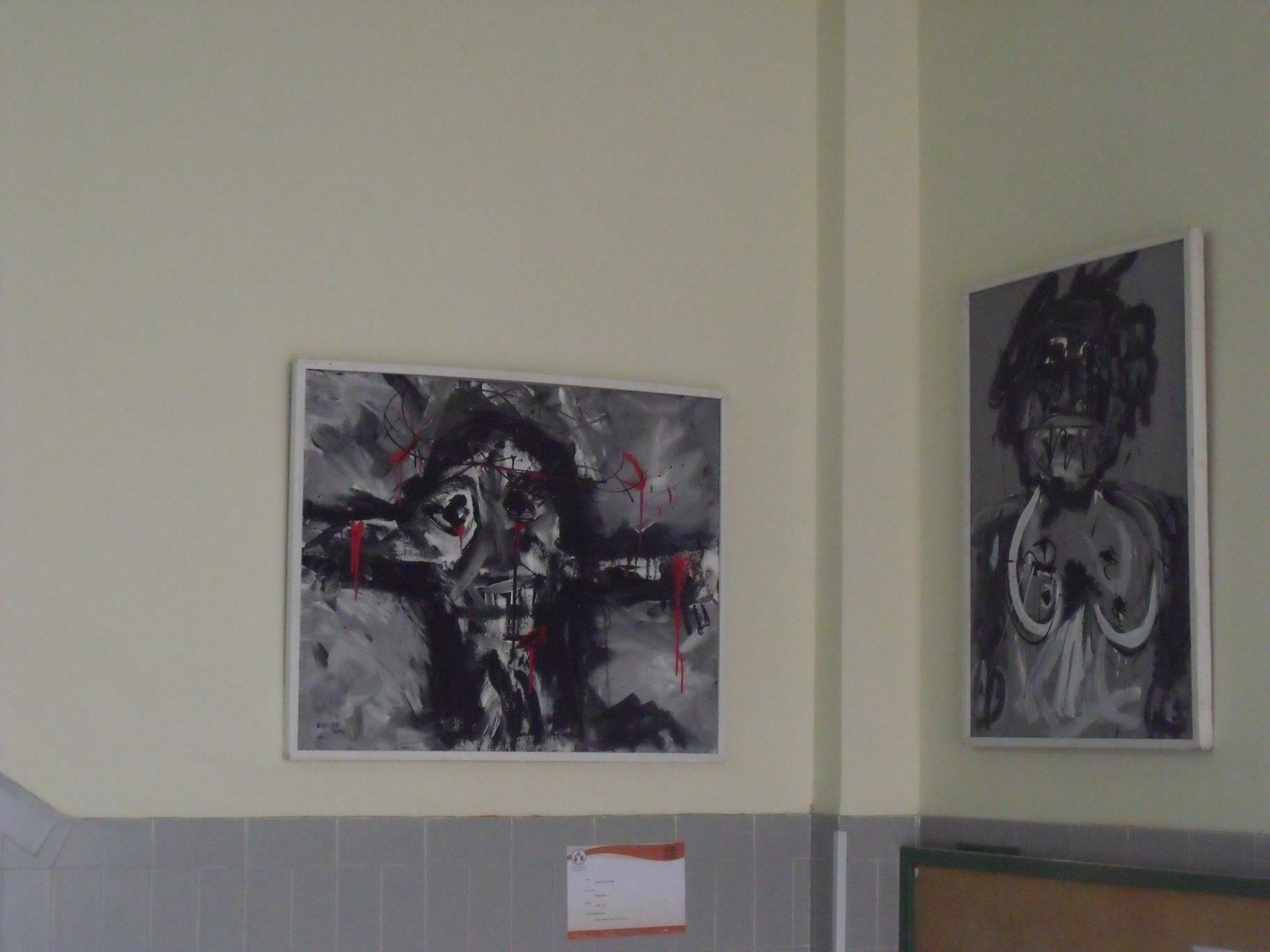
Exposición de trabajos del Equipo Hoz

La exposición consiste en 21 paneles que combinan texto e imagen para poner de manifiesto la importante actividad artística realizada en los centros, cada centro engrandecerá y personalizará la exposición, con el material expositivo que considere oportuno (fotos, vídeos, producciones del alumnado, trabajos artísticos antiguos y actuales), de manera que cada exposición será diferente, aunque mantenga los 21 paneles que configuran su centro. Una vez concluido el itinerario, el Vicerrectorado de Cultura e Igualdad organizará una exposición final en el Centre Cultural La Nau de la Universidad de Valencia donde se exhibirán, además de los paneles, una selección del material artístico de los centros de secundaria participantes.  En el acto inaugural se contó además con la presencia y participación con una charla del Catedrático de Estética y Teoría del Arte de la Universitat de València-Estudi General, Presidente de la Real Academia de Bellas Artes de San Carlos (Valencia), ensayista y crítico de arte, Román de la Calle.